# 泰特不列顛
泰特不列颠（英語：Tate Britain）位於英国倫敦磨坊岸，是泰特美术馆旗下的美术馆之一，主要收藏公元1500年至今的美術品。

## 历史
原名国立英国美术馆（National Gallery of British Art）於1897年由亨利·泰特爵士建立，2000年改名泰特不列颠。